# Famille van Cleve

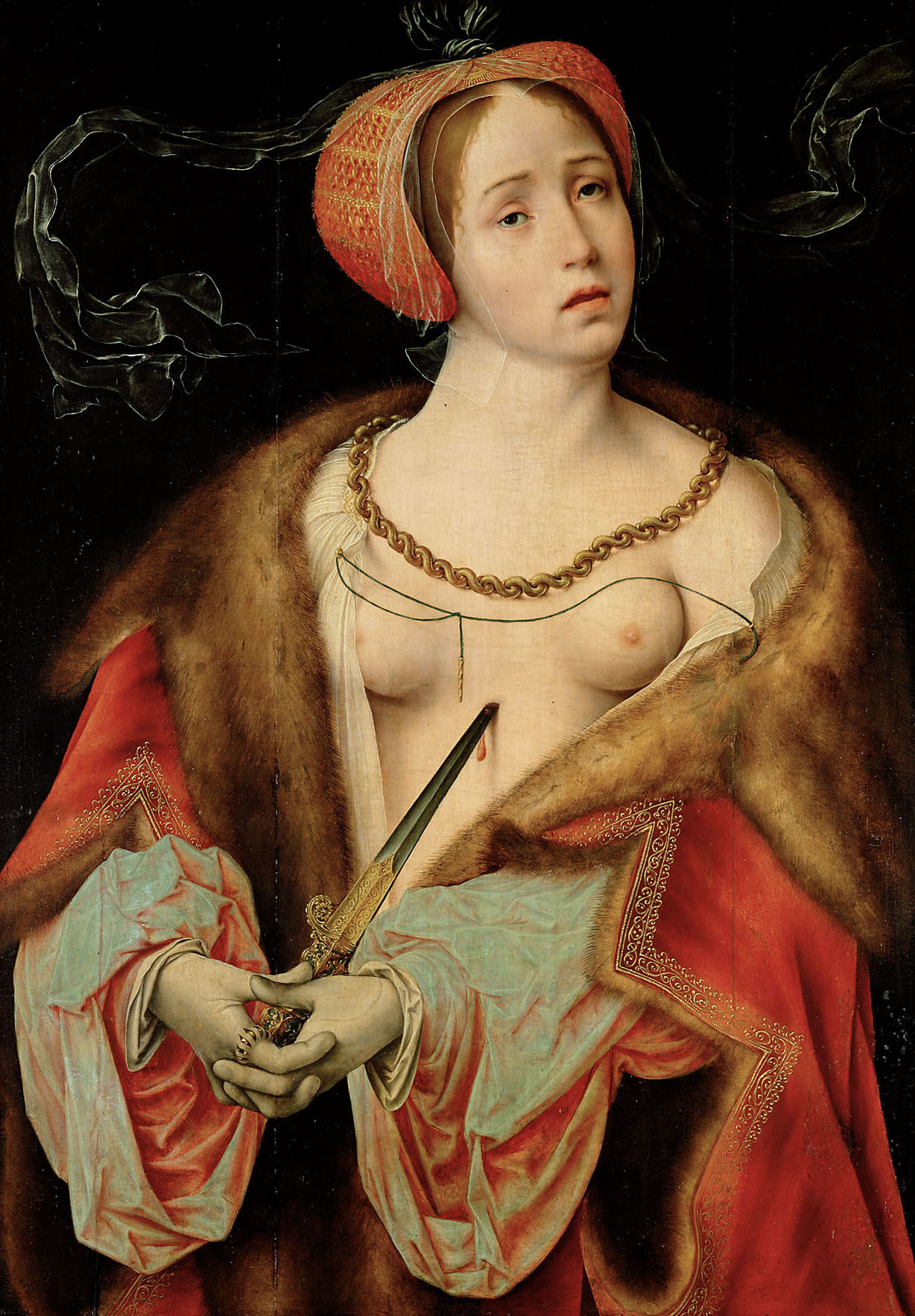
Lucrèce (1520-1525), Joos van Cleve

La famille van Cleve, van Cleef, van Cleven ou van Cleves est une famille de peintres actifs à Anvers et à Gand du XVe au XVIIIe siècle.

## Histoire
Si les notices du Dictionnaire des peintres belges (1995) privilégient la graphie van Cleve, les auteurs plus anciens comme Adolphe Siret ou Carel van Mander, retiennent la graphie van Cleef.

## Filiation
La filiation entre ces divers peintres a pu être établie comme suit :
- Hendrik I van Cleef (fl. ca. 1489-1519)
  - Willem I van Cleve (ou Guillaume Van Cleef) (Anvers ?, avant 1500-Anvers, entre 1543 et 1547),
    - Hendrik III van Cleve x Paschasia Suys en 1555
      - Gillis I van Cleve (né après 1555)
      - Hans van Cleef (né après 1555)
      - Hendrik IV van Cleve (Anvers, ?-Gand, 1646)

    - Marten I van Cleve x Maria de Greve en 1556
      - Gillis II van Cleve (Anvers, vers 1557-Paris, 1597)
      - Marten II van Cleve (Anvers, vers 1558-?, après 1604)
      - Joris van Cleve (1560-1619)
      - Nicolas van Cleef

    - Willem II van Cleve (Anvers, vers 1530-avant 1564)
    - Joos van Cleve le Jeune (ou Josse van Cleef d'Anvers) (vers 1485-1540/41) x Anna Vijd en 1519
      - Cornelis van Cleve (1520-1567/69)

D'autres peintres portant le même patronyme sont encore connus sans que leur parenté avec les précédents ait pu être démontrée. Ce sont :
- Jan I van Cleve (ou Jan I van Cleef), maître en 1453
- Léonard van Cleve, enlumineur XVe siècle
- Hendrick II van Cleve, maître en 1534
- Albrecht van Cleef (fl. 1581-1586)
- Cornelis van Cleve, élève en 1659/1660[6].
- Jan III van Cleve (ou Jean III Van Cleef) (1646-1716), actif à Gand à la fin du XVIIe et au début du XVIIIe siècle.

Plusieurs peintres du nom de Van Ginderick ou Van Ghindrick, famille originaire de Xanten dans le duché de Clèves, sont aussi parfois répertoriés sous le nom de de Clèves. Il s'agit de :
- Gérard de Cleves
  - Herman (fl. ca.1533-1550)
    - Jan II (fl. ca. 1520-1551)
      - Corneille van Cleve (1645-1735), sculpteur
        - Joseph (XVIIIe siècle), sculpteur
        - Willem III (XVIIIe siècle)

      - Jacob (XVIIe siècle)
      - Joris (XVIIe siècle)

    - Gheert (fl. ca. 1552-1556)

  - Hans  (fl. ca. 1551-1571)

## Biographies

### Branche primaire de la famille van Cleve

#### Première génération
- Hendrick I van Cleve

Peintre des XVe – XVIe siècles. École flamande.
Maître de Hemessen en 1519. Il appartient à la guilde d'Anvers en 1489. Père de Willem I,. 

#### Deuxième génération
- Willem I van Cleve

Fils de Hendrick I, né dans la deuxième moitié du XVe siècle à Anvers. Mort entre 1543 et 1547. XVe – XVIe siècles. Peintre. École flamande. Il fait partie en 1518 de la guilde d'Anvers. Père de quatre fils devenus peintre, Hendrick III, Joos, Marten I, Willem II van Cleve, maître de Willeken van den Bossche et Willeken van Ghierle en 1522, de Passchier 1525, de StevenVermuelen en 1543,.

#### Troisième génération
- Hendrick III van Cleve

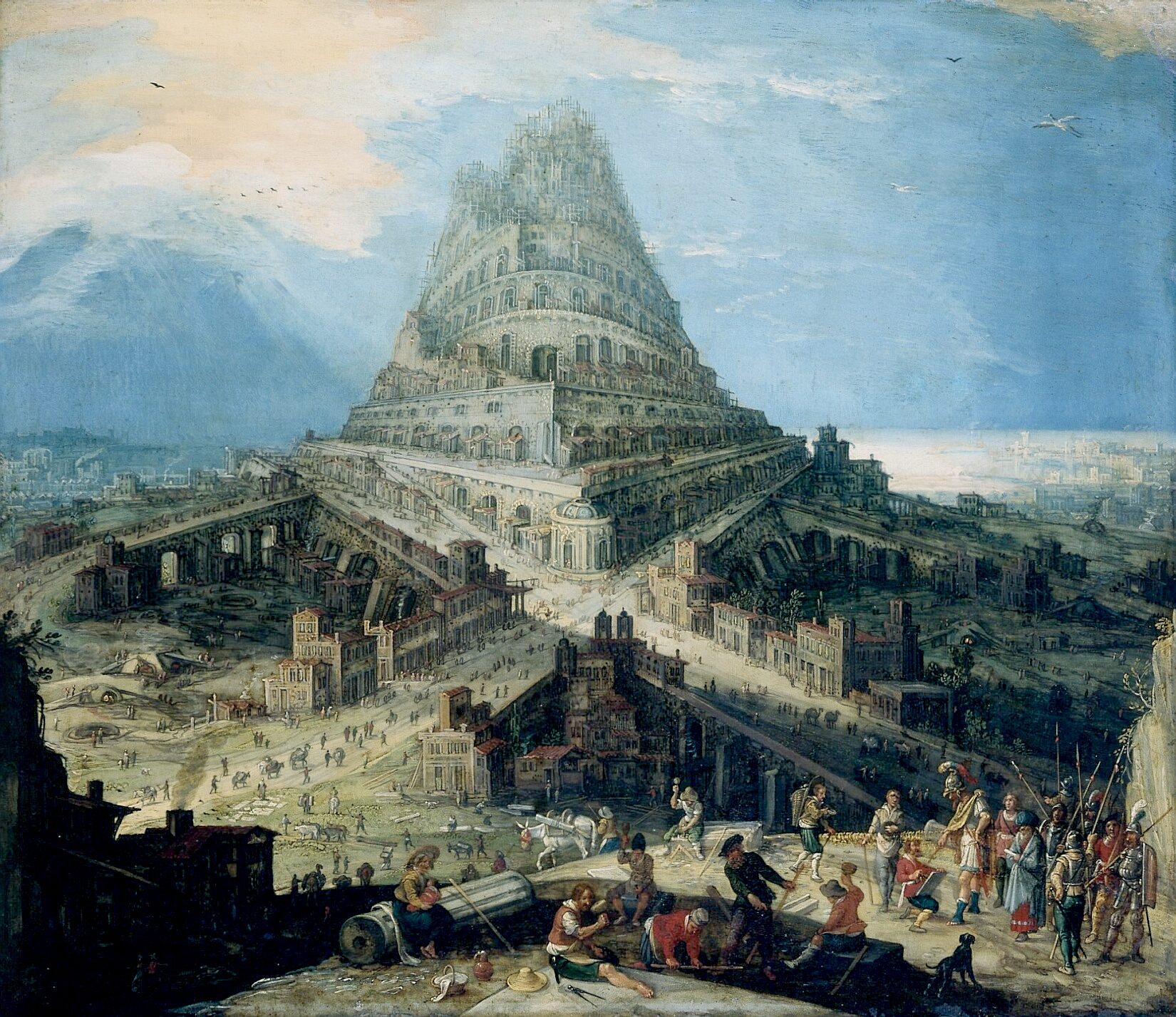
La Tour de Babel

Fils de Willem I, né en 1525 à Anvers, mort en 1589. XVIe siècle. École flamande. Peintre de sujets religieux, paysages, paysages urbains, architectures, marines, aquarelliste, graveur, dessinateur. Élève de son père Willem I et de Frans Floris. Il travaille d'après nature en Italie. Retour à Anvers en 1551 il entre dans la guilde. Il se marie à Anvers le 2 juillet 1555 avec Paschasia Suys, il a trois fils, Gillis, Hans et Hendrick IV van Clève tous peintres. Il peint les paysages des tableaux de Frans Floris et de son frère Marten I.

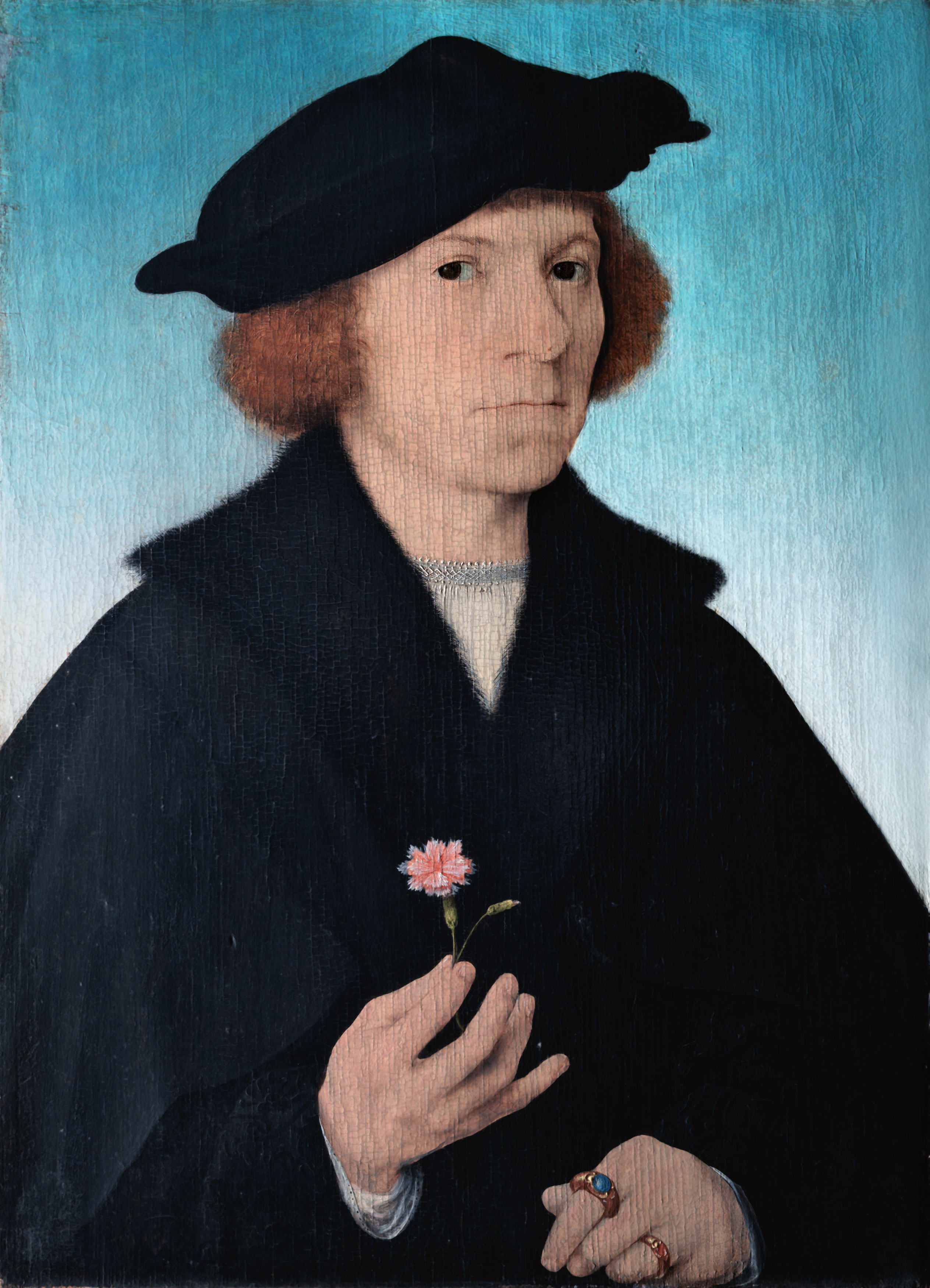
Autoportrait avec œillet

- Joos van Cleve, appelé aussi Joos van der Beke

Fils de Willem I, né vers 1485 peut-être à Clèves ? mort en 1540/41 à Anvers XVe – XVIe siècles. Hollandais. Peintre de compositions religieuses et de portraits. Il est tout d'abord confondu par erreur avec Cleve le fou (Sotte Cleef), son propre fils Cornelis né en 1520. Les recherches de Friedlaender, L. Burchard et L. Baldass résolvent définitivement cette question en mentionnant qu'il n'y a qu'un seul peintre du nom de Joos van Cleve (dit Joos van der Beke), fils de Willem I van Cleve. Cornelis est son fils et son continuateur, cause probable de la confusion. Il devient maître de la Guilde d'Anvers en 1511, et déclare des apprentis en 1516. Joos a un deuxième enfant, Jozijna, en 1522 avec sa première épouse, Anna Vijd mère de Cornelis. Il se marie une seconde fois avec Katlijne Mispeteeren qu'il laisse veuve en 1541 sans enfant,,.

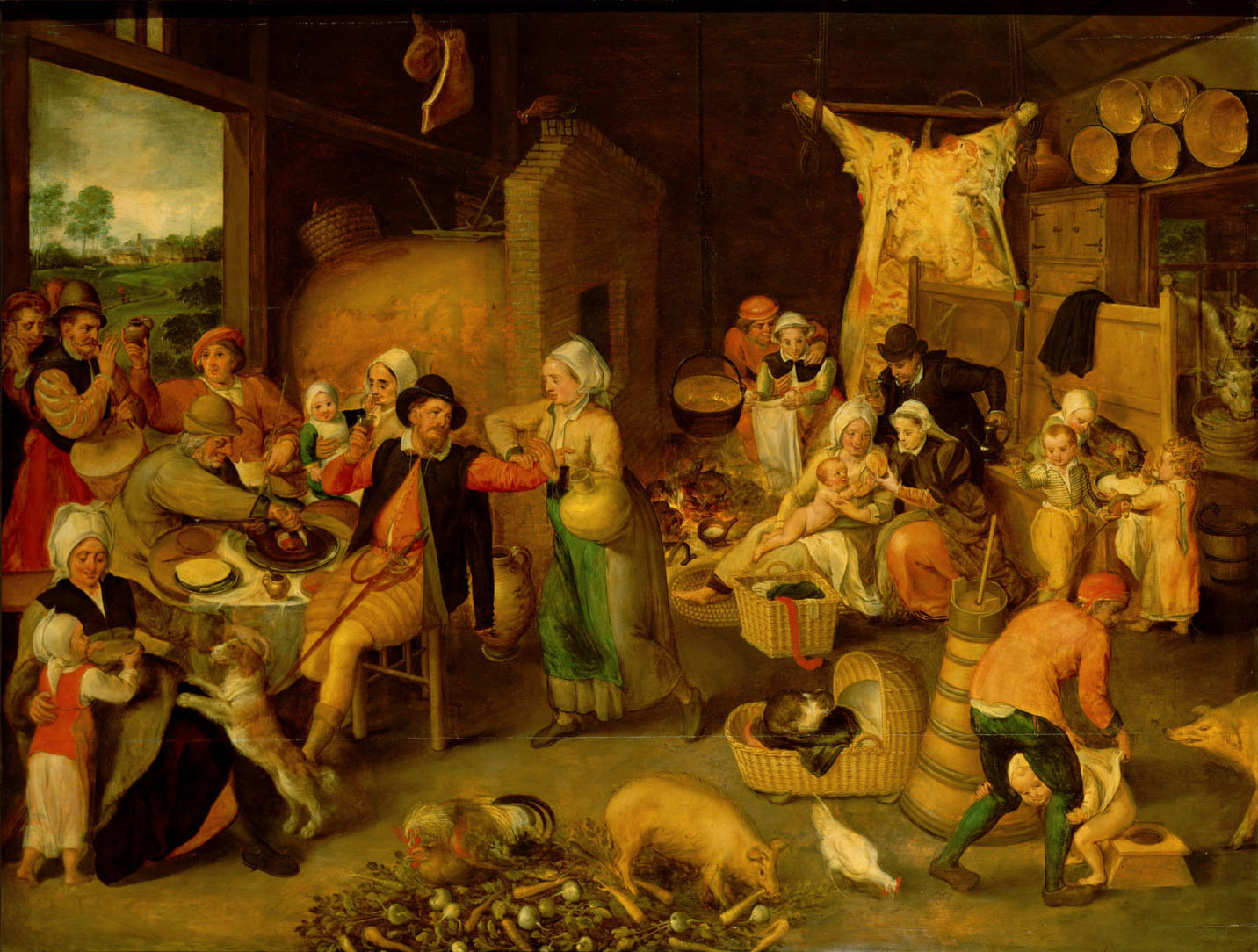
Intérieur flamand

- Marten I van Cleve, ou Martin ou Cleef ou Cleeffe

Fils de Willem I, né à Anvers en 1527, mort en 1581. XVIe siècle. École flamande. Peintre d'histoire, sujets religieux, scènes de genre, peintre d'ornements. Frère de Hendrick III, Joss et Willem II. Élève de son père Willem I van Cleve et de Frans Floris, il est maître à Anvers en 1551. Il peint des ornements dans les tableaux de Floris, de son frère Hendrick, de Grimmer et de G. van Conincxloo. Il se marie avec Maria de Greve en 1556 et a quatre fils qui deviennent ses élèves : Gillis, Marten II, Joris et Nicolas van Cleve. 
- Willem II van Cleve

Né vers 1530 à Anvers. Mort en 1564. XVIe siècle. École flamande. Peintre. Frère de Hendrick II, Joss et Marten I, il entre comme fils de maître dans la Guilde d'Anvers en 1550. Il a comme élèves Gaspar Rem (1542-1617) en 1554, et Lodwyck Janssens en 1559. Il meurt jeune en laissant 4 jeunes enfants.

#### Quatrième génération

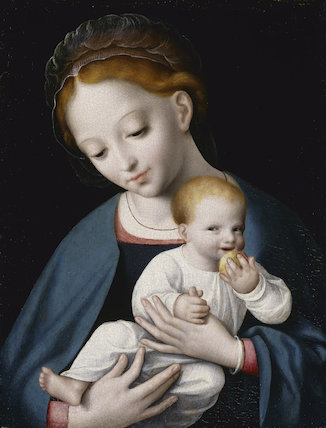
Vierge à l'Enfant

- Cornelis van Cleve, Cornelis van der Beke, ou Cleve le Fou, ou Sotte Cleef

Né en 1520 à Anvers. Mort après 1567 ou 1569. XVIe siècle. Peintre Hollandais de sujets religieux et de portraits. Fils de Joos van Cleve. Cet artiste jusqu'alors inconnu, est révélé par les travaux de Max Friedlaender. Il obtient vraisemblablement la maîtrise en 1541, année dont aucun document n'est conservé dans la Guilde comme dans aucune liste des années antérieures, son père Joos van Cleve ne l'ayant pas déclaré lors de son apprentissage,. 
- Gillis van Cleve

Né à Anvers. XVIe – XVIIe siècles. École flamande. Peintre. Fils de Hendrick III. 
- Hans van Cleve ou Cleef

XVIe – XVIIe siècles né à Anvers, actif à Leyde vers 1606. École flamande. Peintre. Fils de Hendrick III. 
- Hendrick IV van Cleve

Mort le 22 octobre 1646 à Gand. XVIe – XVIIe siècles. École flamande. Peintre de sujets religieux.Fils de Hendrick III. Il fait partie de la Guilde de Gand en 1598.

#### Cinquième génération
- Gillis II van Cleve

Né vers 1557. Mort en 1597 à Paris. XVIe siècle. École flamande. Peintre. Fils de Marten I. Actif à Paris en 1588. 
- Marten II van Cleve

Né après 1556. Mort vers 1604. XVIe – XVIIe siècles. École flamande. Peintre. Fils de Marten I van Cleve. Il voyage et travaille en Italie et en Espagne.
- Joris van Cleve

XVIe siècle. Actif à la fin de ce siècle. Hollandais. Peintre. Fils de Marten I. Un autre peintre du même nom est reçu le 26 mars 1665, dans la guilde de Delft et enterré à Delft le 5 mars 1681. Aucune information ne permet de le situer.
- Nicolas van Cleve

Né vers 1560 à Anvers. Mort le 20 août 1619 à cette même ville. XVIe – XVIIe siècles. École flamande. Peintre. Actif à Anvers en 1604. C'est le plus jeune fils de Martin I. 

### Branche secondaire de la famille van Cleve

#### Première génération
- Léonard van Cleve

Enlumineur du XVe siècle actif à Bruges. École flamande.
Le 17 août 1447, il est poursuivi par les doyens de la Guilde de Bruges pour avoir réalisé des images imprimées avec de l'or, de l'argent et des couleurs à l'huile. Il est condamné avec d'autres, par les échevins qui n'autorisent à cette époque, que les travaux imprimés en couleur à l'eau seulement.
- Jan I van Cleve

Peintre du XVe siècle. Actif à Anvers en 1453. École flamande.

#### Deuxième génération
- Herman van Cleve

Peintre des XVe – XVIe siècles actif à Anvers entre 1533 et 1542. École flamande.

#### Troisième génération
- Jan II Cleve ou Hans van

Peintre du XVIe siècle. Actif à Anvers de 1538 à 1571. École flamande.
- Gheert van Cleve

Peintre actif au milieu du XVIe siècle à Anvers. École flamande.
- Albrecht van Cleve ou Cleef

Peintre du XVIe siècle. Actif à Anvers de 1581 à 1586. École flamande.
- Hendrick II van Cleve

Peintre du XVIe siècle. Il figure dans la Guilde d'Anvers en 1534.

#### Quatrième génération
- Corneille Van Clève

Père de Joseph van Cleve.
Né en 1644 ou 1645 à Paris. Mort le 31 décembre 1735. XVIIe – XVIIIe siècles. Sculpteur français. Élève de François Auguier. Il obtient le Grand prix en 1671, passe six années à Rome, puis, revenu à Paris, il entre à l'Académie le 26 avril 1681. Il travaille aussi aux Palais de Versailles et de Trianon.   
- Jan III van Cleve ou Cleef

Peintre de compositions religieuses né en 1646 à Venlo, mort en 1716 à Gand. XVIIe – XVIIIe siècles. École flamande. Élève de Primo Gentile (Luigi Gentile, de son vrai nom : Louis Cousin-1606-1667), puis élève préféré de (Jasper de Crayer de son vrai nom Caspar de Crayer ou Jasper-1584-1669) dont il reprend l'atelier. Il exécute de nombreuses peintures religieuses dont certaines sont conservées dans les églises de Gand.
- Jacob van Cleve ou Cleef

Peintre du XVIIe siècle, actif à Delft n 1671. Hollandais.
- Joris van Cleve ou Cleef

Peintre du XVIIe siècle, mort en 1681 à Delft, reçu maître dans cette même ville en 1665.

#### Cinquième génération
- Joseph van Cleve

Sculpteur français du XVIIIe siècle. Fils de Corneille van Cleve. Il remporte en 1700 plusieurs prix académiques.
- Willem III van Cleve

Peintre d'armoiries et de vitraux du XVIIIe siècle. Actif à Rotterdam. École flamande.

#### Autres artistes portant le nom de Cleve
- Franz Cleve

Né en 1889 dans la région du Bas-Rhin. XIXe – XXe siècles. Sculpteur allemand. Élève de Syrlin Eberle et vit surtout à Munich.
- T. Cleve Graveur hollandais du XVIIIe siècle. Actif à Copenhague dans la seconde moitié du XVIIIe siècle. On cite de lui: Bolle Willum Luxdorff.

Aucun lien ne permet de les relier aux deux branches précédentes.

## Pour approfondir